# HDRi
Das HDRi-Datenformat ist ein von LaserSoft Imaging entwickeltes 64-Bit- bzw. 32-Bit-Datenformat zur Speicherung der Rohdaten eines HDR-Scans inklusive Infrarot-Daten.

## Datenformat
| Format             | Kodierung    | Komprimierung | Farbraum | Farbtiefe (Bit pro Pixel)     | Dynamikumfang (Größenordnungen von 10) | Relative Abstufung |
| ------------------ | ------------ | ------------- | -------- | ----------------------------- | -------------------------------------- | ------------------ |
| HDRi (.tif, .tiff) | RGB (linear) | keine         | RGB      | 64 = 48 + 16 (Infrarot-Kanal) | 4,8                                    | 0,0014 %           |
| HDRi (.tif, .tiff) | RGB (linear) | keine         | RGB      | 32 = 16 + 16 (Infrarot-Kanal) | 4,8                                    | 0,0014 %           |

## Beschreibung
Einige Scanner, insbesondere Filmscanner verfügen über einen zusätzlichen Infrarot-Kanal. Die Daten, die dieser beim Scannen ermittelt, können zur Bildoptimierung genutzt werden, z. B. zur Staub- und Kratzerentfernung. Im HDRi-Datenformat werden diese Infrarot-Daten als Rohdaten mit den anderen Bild-Rohdaten gespeichert. Dabei werden für jeden Farbkanal 16 Bit pro Pixel und zusätzlich 16 Bit pro Pixel für die Daten des Infrarot-Kanals aufgewendet; eine HDRi-Farb-Datei verwendet demnach 64 Bit pro Pixel und eine HDRi-Graustufen-Datei 32 Bit pro Pixel.

### Anwendung
Da die Infrarot-Rohdaten mit den Bild-Rohdaten verlustfrei gespeichert werden, ist es nicht notwendig, diese schon während des Scannens zu verarbeiten. Das unterstützt ein schnelles Einscannen auch größerer Bestände. Die so archivierten Originale können zu einem späteren Zeitpunkt unter Umständen auch im Stapelbetrieb mit Staub- und Kratzer-Entfernung nachbearbeitet werden.